# ماريانا أوغالاغر
ماريانا أوغالاغر (بالإنجليزية: Marianna O'Gallagher)‏‏ (24 مارس 1929 - 23 مايو 2010 ) كاتِبة، وراهبة من كندا.

## التعليم
تعلمت ماريانا أوغالاغر في:
- جامعة أوتاوا